# Bandeira da Transnístria
A Bandeira da Transnístria é um dos símbolos oficiais da Transnístria, que é reconhecida internacionalmente como uma região autônoma da Moldávia, mas que está sob o controle efetivo da República Moldava Peridniestriana (RMP). A bandeira consiste em uma versão do antigo pavilhão da República Socialista Soviética da Moldávia. A forma atual foi adotada em 2000, de acordo com a Lei sobre símbolos do Estado.

Bandeira civil e insígnia

A lei da Transnístria permite o uso de uma versão simplificada da bandeira para ações não-governamentais (por exemplo, pessoais e comerciais), sem a foice e o martelo e a estrela vermelha.

Bandeira da Transnístria, o tricolor russo.

Em 2017, a Bandeira da Rússia, mas com uma proporção de 1:2 em vez de 2:3, foi adotada como bandeira co-oficial.